# Nicholas Saunderson
Nicholas Saunderson (9 avril 1682 - 19 avril 1739) est un mathématicien anglais rendu aveugle par la petite vérole à l'âge d'un an. Il remplace William Whiston en 1711 à la suite de différends de nature religieuse. Ses travaux portent sur l'algèbre et la méthode des fluxions connue aujourd'hui sous le nom de calcul des dérivées. Il est très célèbre à son époque pour des conférences sur la lumière, les couleurs ou encore l'arc-en-ciel qu'il n'a quasiment jamais vus. Il est cité par Diderot dans sa Lettre sur les aveugles à l'usage de ceux qui voient : "Quel avantage n'eût pas été pour Saunderson de trouver une arithmétique palpable toute préparée à l'âge de cinq ans, au lieu d'avoir à l'imaginer à l'âge de vingt-cinq !...La même machine lui servait pour les calculs algébriques et pour la description des figures rectilignes". Diderot poursuit avec des exemples de la méthode de Saunderson.